# キクイムシ
キクイムシ（木食い虫）とは、甲虫目キクイムシ科（Scolytidae）に属する昆虫の総称。ゾウムシ科・キクイムシ亜科（Scolytinae）とする場合もある。

## 概要
ゾウムシ上科に属するが、同じ上科の他の科の昆虫のように吻が長く伸びず、形態の特殊化の程度は進んでいない。成虫・幼虫とも1mm前後から大きくて数mm程度であり、木材への穿孔生活に適応して短い円筒形の微小な昆虫である。
日本産で少なくとも300種以上記載されており、多様性はかなり高い。森林に多くの種が生息し、坑道が掘られた木の幹を砕くとたくさんの幼虫が出てくる。
その名の通り、基本的に成虫・幼虫とも樹木の材を食べる。材の中や樹皮の下に細い巣穴を掘って生活しているが、ほとんどの種が多かれ少なかれ菌類と共生して材の栄養摂取を行っており、甚だしいものはアンブロシアビートル（養菌性昆虫）と呼ばれ、材中に掘った坑道の中に植えつけた共生菌類（アンブロシア菌）のみを食べて生活する。
幼虫・成虫とも、すべての種類が植物食で、食物とする部位はほとんどのものが木材で、一部のものがドングリなど樹木の種子に穿孔する。通常は衰弱した樹木に穿孔する種が多いが、そういう種でも大発生すると健康な樹木を激しく食害することが知られており、森林害虫として重要視されている種も多い。
上記のアンブロシアビートルの中には、同じ坑道で羽化した兄弟姉妹間で交尾して繁殖し、非常に血縁度の高い群れを形成する種がある。

## おもな種類

### キクイムシ科 Scolytidae
カワノキクイムシ亜科 Hylesininae
- Hylastini
  - マツノスジキクイムシ Hylurgops interstitialis (Chapuis, 1875)
- Hylesinini
  - ヤチダモノクロキクイムシ Hylesinus tristis Blandford, 1894
  - ハルニレノキクイムシ Neopteleobius scutulatus (Blandford, 1894)
- Hylurgini
  - マツノキクイムシ Tomicus piniperda (Linnaeus, 1758)
- Hyorrhynchini
  - ルイスオオキクイムシ Hyorrhynchus lewisi Blandford, 1894
  - ニイシマキクイムシ Sueus niisimai (Eggers, 1926)
- Phloeosinini
  - ギフキクイムシ Phloeosinus gifuensis Murayama, 1954
  - ヒバノキクイムシ Phloeosinus perlatus Chapuis, 1875
  - ヒノキノキクイムシ Phloeosinus rudis Blandford, 1894
- Polygraphini
  - ヤツガタケキクイムシ Polygraphus fulvipennis Niijima, 1941
  - アカエゾキクイムシ Polygraphus gracilis Niijima, 1909
  - エゾキクイムシ Polygraphus jezoensis Niijima, 1909
  - キソキクイムシ Polygraphus kisoensis Niijima, 1941
  - オオヨツメキクイムシ Polygraphus magnus Murayama,1956
  - メアカンキクイムシ Polygraphus meakanensis Niijima, 1935
  - ヒメヨツメキクイムシ Polygraphus parvulus Murayama, 1956
  - ヨツメキクイムシ Polygraphus polygraphus (Linnaeus, 1758)
  - トドマツノキクイムシ Polygraphus proximus Blandford, 1894
  - シャリキクイムシ Polygraphus shariensis Niijima, 1941
  - チンナイキクイムシ Polygraphus squamulatus Niijima, 1941
  - サクラノキクイムシ Polygraphus ssiori Niijima, 1909
  - トウヒノキクイムシ Polygraphus subopacus Thomson, 1871

ザイノキクイムシ亜科 Ipinae
- Cryphalini
  - キイロコキクイムシ Cryphalus fulvus Niijima, 1907
  - トドマツコキクイムシ Cryphalus piceae (Ratzeburg, 1837)
  - タブノコキクイムシ Scolytogenes expers (Blandford, 1894)
- Crypturgini
  - コガネキクイムシ Cyrtogenius luteus (Blandford, 1894)
  - クリノミキクイムシ Poecilips cardamomi (Schaufuss, 1905)
  - ドングリキクイムシ Poecilips graniceps (Eichhoff, 1877)
  - ケブカキクイムシ Poecilips nubilus (Blandford, 1894)
  - コーヒーキクイムシ Taphrorychus coffeae (Eggers, 1923)
- Ipini
  - カラマツヤツバキクイムシ Ips cembrae (Heer, 1836)
  - ヤツバキクイムシ Ips typographus japonicus Niijima, 1909
- Xyleborini
  - クワノキクイムシ Xyleborus atratus Eichhoff, 1875
  - ガンショキクイムシ Xyleborus ganshoensis Murayama, 1952
  - ザイノコキクイムシ Xyleborus minutus Blandford, 1894
  - アカクビキクイムシ Xyleborus rubricollis Eichhoff, 1875
  - サクセスキクイムシ Xyleborus saxeseni (Ratzeburg, 1937)
  - ユズリハノキクイムシ Xyleborus volvulus (Fabricius, 1775)
  - ヒメハネミジカキクイムシ Xylosandrus borealis Nobuchi, 1981
  - ハネミジカキクイムシ Xylosandrus brevis (Eichhoff, 1877)
  - シイノコキクイムシ Xylosandrus compactus (Eichhoff, 1875)
  - サクキクイムシ Xylosandrus crassiusculus (Motschulsky, 1866)
  - ハンノキキクイムシ Xylosandrus germanus (Blandford, 1894)
- Xyloterini
  - カナクギノキキクイムシ Indocryphalus pubipennis (Blandford, 1894)

キクイムシ亜科 Scolytinae
- アオモリキクイムシ Scolytus aomoriensis Nobuchi, 1973
- ニレカワノキクイムシ Scolytus frontalis Blandford, 1894
- ニホンキクイムシ Scolytus japonicus Chapuis, 1875

### ナガシンクイムシ科 Bostrychidae
ヒラタキクイムシ亜科 Lyctinae
- アラゲヒラタキクイムシ Lyctoxylon dentatum (Pascoe, 1866)
- アフリカヒラタキクイムシ Lyctus africanus Lesne, 1907
- ヒラタキクイムシ Lyctus brunneus (Stephens, 1830)
- ナラヒラタキクイムシ Lyctus linearis (Goeze, 1777)
- ケヤキヒラタキクイムシ Lyctus sinensis Lesne, 1911
- ケブトヒラタキクイムシ Minthea rugicollis (Walker, 1859)

### ナガキクイムシ科 Platypodidae
ナガキクイムシ亜科 Platypodinae
- ヤチダモノナガキクイムシ Crossotarsus niponicus Blandford, 1894
- カシノナガキクイムシ Platypus quercivorus (Murayama, 1925)